# Jim Johnstone
James Robert Johnstone, detto Jim (New Canaan, 20 settembre 1960), è un ex cestista statunitense, professionista nella NBA, in Italia e in Francia.

## Carriera
È stato selezionato dai Kansas City Kings al terzo giro del Draft NBA 1982 (51ª scelta assoluta).
Con gli Stati Uniti ha disputato le Universiadi di Bucarest 1981.